# Charles D. W. Canham
Le major-général Charles Draper William Canham (né le 26 janvier 1901 et mort le 21 août 1963 ) fut le commandant de la 29e division d’infanterie américaine, qui débarqua à Omaha Beach en Normandie le jour J (6 juin 1944).

## Biographie
Charles Canham s'engage dans l'armée le 23 mai 1919. Sergent, en 1921, il prépare le concours d'entrée et est reçu à l'académie militaire des États-Unis de West-Point. École dont il sort diplômé en 1926.
Avant la Seconde Guerre mondiale, il fut notamment affecté aux Philippines et à Shanghai où il participa en 1932 à la guerre de Shanghai. Il acquit alors une réputation de leader de troupe discipliné.
colonel, en 1942, il prit le commandement du 116e régiment d'infanterie peu avant son embarquement pour l'Angleterre. Son régiment fut alors choisi pour être le premier à débarquer à Omaha Beach le jour J. À peine la plage atteinte, Canham fut blessé au poignet. Refusant l'évacuation il poursuivit le combat, poussant ses hommes dans les terres.
Peu après, Canham fut alors promu brigadier-général et nommé assistant du commandant de la 8e division d'infanterie.
Selon plusieurs sources, lorsque le brigadier-général américain Charles D. W. Canham somma le général allemand Ramcke de se rendre, ce dernier aurait demandé à voir ses accréditations. Le général Canham pointa alors ses troupes et répondit : « These are my credentials » (« Voici mes accréditations »). Ces mots devinrent la devises de la 8e division d'infanterie.
Après guerre, Canham devint assistant du commandant, puis commandant général de 82e division aéroportée. Il fut également commandant de la 3e division d'infanterie et du XIe corps d'armée.
Il prit sa retraite de l'armée en 1960 après 41 ans de service.